# Marie Brizard et Roger International
Marie Brizard et Roger International é uma empresa francesa que produz bebidas alcoólicas, fundada em 1755. É subsidiária da empresa Belvédère, e tem a sua sede em Bordéus, França.
A empresa vende licores e outras bebidas alcoólicas compostas por plantas, frutos, e especiarias, como o anis. A sua rede de distribuição permite chegar a 230 milhões de garrafas em 120 países. A produção faz-se em seis fábricas, em França e Espanha. E possui uma filial produtiva de médio porte e muito antiga na cidade de Jundiaí-sp- Brasil.
É uma das dez principais empresas da Aquitânia, em volume de negócios.

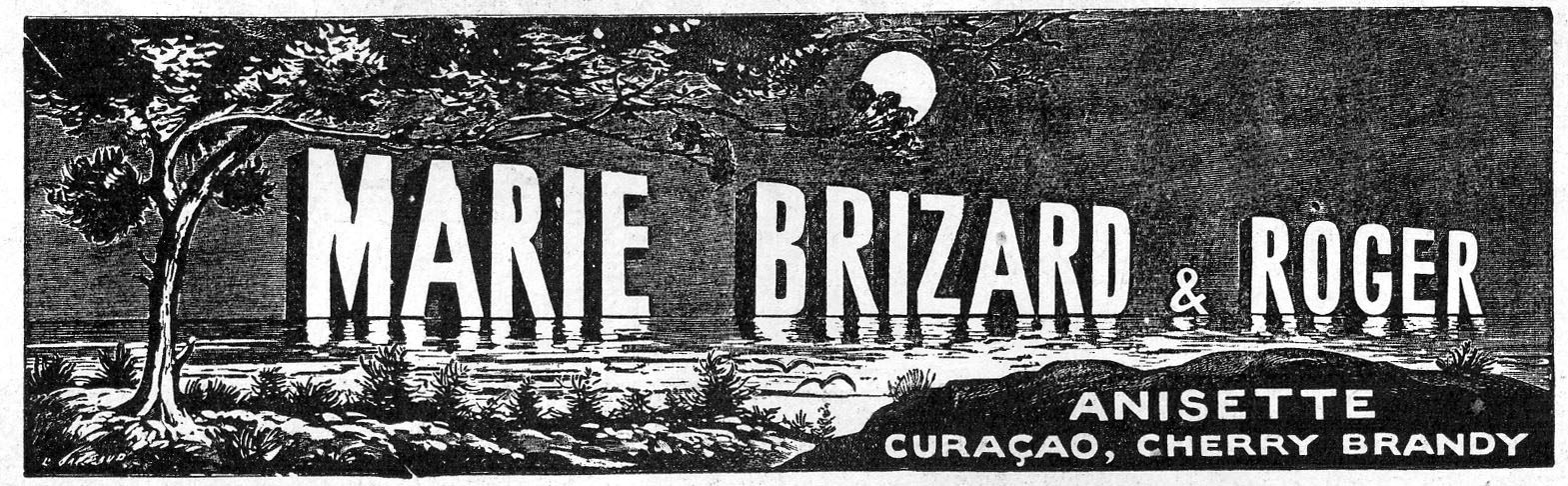
Anúncio de Marie Brizard no jornal L'Illustration, 1923